# Mr. Nice Guy
Mr. Nice Guy (originaltitel: Yatgo ho yan) är en hongkongsk actionfilm från 1997 i regi av Sammo Hung, med Jackie Chan, Richard Norton, Miki Lee och Gabrielle Fitzpatrick i rollerna.

## Handling
Mr Nice Guy (Jackie Chan) är programledare för ett populärt matlagningsprogram i TV och får av misstag tag i en videokassett vars innehåll kan leda till att världens ledande knarkhandlare döms till livstid fängelse. Ett MC-gäng är också på jakt efter kassetten. Mr Nice Guys flickvän blir kidnappad som ett medel att  komma åt kassetten.

## Rollista
| Jackie Chan           | – Jackie                               |
| Richard Norton        | – Giancarlo                            |
| Miki Lee              | – Miki                                 |
| Gabrielle Fitzpatrick | – Diana                                |
| Karen McLymont        | – Lakeisha                             |
| Vince Poletto         | – Romeo                                |
| Barry Otto            | – Baggio                               |
| Sammo Hung            | – Cyklist                              |
| Emil Chau             | – Glassförsäljare                      |
| Joyce Godenzi         | – Cook Show Audience (as Mina Godenzi) |
| David No              | – Victor                               |
| Rachel Blakely        | – Sandy, gängmedlem i Demons           |